# Turul Franței 2022
Turul Franței 2022 a fost cea de a 109-a ediție a Turului Franței, unul dintre cele trei mari tururi care au loc anual. Turul a luat startul de la Copenhaga, Danemarca pe 1 iulie și s-a încheiat la Paris pe 24 iulie.
Ediția din 2022 a fost câștigată de ciclistul danez Jonas Vingegaard de la echipa Team Jumbo–Visma, fiind prima victorie a acestuia într-un mare tur. Pe locul al doilea s-a clasat slovenul Tadej Pogačar de la UAE Team Emirates care a câștigat precedentele două ediții, iar pe locul al treilea britanicul Geraint Thomas de la Ineos Grenadiers, și el fost câștigător al Turului Franței în 2018. Nairo Quintana care a terminat pe locul al șaselea a fost descalificat după ce a fost testat pozitiv de două ori cu tramadol.

## Echipe

### Echipe UCI World
| - AG2R Citroën Team - Astana Qazaqstan Team - Bora–Hansgrohe - Cofidis - EF Education–EasyPost - Groupama–FDJ - Ineos Grenadiers - Intermarché–Wanty–Gobert Matériaux - Israel–Premier Tech | - Lotto Soudal - Movistar Team - Quick-Step Alpha Vinyl Team - Team Bahrain Victorious - Team BikeExchange–Jayco - Team DSM - Team Jumbo–Visma - Trek–Segafredo - UAE Team Emirates |  |

### Echipe continentale profesioniste UCI
| - Alpecin–Deceuninck - Arkéa–Samsic | - B&B Hotels p/b KTM - Team TotalEnergies |  |

## Etapele programate
| Etapa | Dată   | Start – Sosire                        | type                  | Distanță (km) | Elevation (m) | Câștigător          | Liderul global   |
| ----- | ------ | ------------------------------------- | --------------------- | ------------- | ------------- | ------------------- | ---------------- |
| 1     | 1 iul  | Copenhaga – Copenhaga                 | contratimp individual | 13,2          | 20 m          | Yves Lampaert       | Yves Lampaert    |
| 2     | 2 iul  | Roskilde – Nyborg                     | etapă de plat         | 202,2         | 1.102 m       | Fabio Jakobsen      | Wout van Aert    |
| 3     | 3 iul  | Vejle – Sønderborg                    | etapă de plat         | 182           | 1.285 m       | Dylan Groenewegen   | Wout van Aert    |
| 4     | 5 iul  | Dunkerque – Calais                    | etapă valonată        | 171,5         | 1.796 m       | Wout van Aert       | Wout van Aert    |
| 5     | 6 iul  | Lille – Arenberg Trench               | etapă valonată        | 157           | 537 m         | Simon Clarke        | Wout van Aert    |
| 6     | 7 iul  | Binche – Longwy                       | etapă valonată        | 219,9         | 2.483 m       | Tadej Pogačar       | Tadej Pogačar    |
| 7     | 8 iul  | Tomblaine – Planche des Belles Filles | etapă de munte        | 176,3         | 2.532 m       | Tadej Pogačar       | Tadej Pogačar    |
| 8     | 9 iul  | Dole – Lausanne                       | etapă valonată        | 186,3         | 2.529 m       | Wout van Aert       | Tadej Pogačar    |
| 9     | 10 iul | Aigle, Elveția – Châtel               | etapă de munte        | 192,9         | 3.695 m       | Bob Jungels         | Tadej Pogačar    |
| 10    | 12 iul | Morzine – Megève                      | etapă valonată        | 148,1         | 2.775 m       | Magnus Cort Nielsen | Tadej Pogačar    |
| 11    | 13 iul | Albertville – Col du Granon           | etapă de munte        | 151,7         | 4.036 m       | Jonas Vingegaard    | Jonas Vingegaard |
| 12    | 14 iul | Briançon – Alpe d'Huez                | etapă de munte        | 165,1         | 4.661 m       | Thomas Pidcock      | Jonas Vingegaard |
| 13    | 15 iul | Le Bourg-d'Oisans – Saint-Étienne     | etapă de plat         | 192,6         | 2.114 m       | Mads Pedersen       | Jonas Vingegaard |
| 14    | 16 iul | Saint-Étienne – Mende                 | etapă intermediară    | 192,5         | 3.499 m       | Michael Matthews    | Jonas Vingegaard |
| 15    | 17 iul | Rodez – Carcassonne                   | etapă de plat         | 202,5         | 2.416 m       | Jasper Philipsen    | Jonas Vingegaard |
| 16    | 19 iul | Carcassonne – Foix                    | etapă intermediară    | 178,5         | 3.422 m       | Hugo Houle          | Jonas Vingegaard |
| 17    | 20 iul | Saint-Gaudens – Peyragudes            | etapă de munte        | 129,7         | 3.368 m       | Tadej Pogačar       | Jonas Vingegaard |
| 18    | 21 iul | Lourdes – Hautacam                    | etapă de munte        | 143,2         | 4.056 m       | Jonas Vingegaard    | Jonas Vingegaard |
| 19    | 22 iul | Castelnau-Magnoac – Cahors            | etapă de plat         | 188,3         | 1.326 m       | Christophe Laporte  | Jonas Vingegaard |
| 20    | 23 iul | Lacapelle-Marival – Rocamadour        | contratimp individual | 40,7          | 442 m         | Wout van Aert       | Jonas Vingegaard |
| 21    | 24 iul | Paris La Défense Arena – Paris        | etapă de plat         | 115,6         | 614 m         | Jasper Philipsen    | Jonas Vingegaard |

## Etape

### Etapa 1
1 iulie 2022 – Copenhaga (Denmarca), 13,2 km (8,2 mi)
| Loc | Concurent            | Echipă                      | Timp    |
| --- | -------------------- | --------------------------- | ------- |
| 1   | Yves Lampaert        | Quick-Step Alpha Vinyl Team | 15' 17" |
| 2   | Wout van Aert        | Team Jumbo–Visma            | +5"     |
| 3   | Tadej Pogačar        | UAE Team Emirates           | +7"     |
| 4   | Filippo Ganna        | Ineos Grenadiers            | +10"    |
| 5   | Mathieu van der Poel | Alpecin–Deceuninck          | +8"     |
| 6   | Mads Pedersen        | Trek–Segafredo              | +15"    |
| 7   | Jonas Vingegaard     | Team Jumbo–Visma            | +15"    |
| 8   | Primož Roglič        | Team Jumbo–Visma            | +16"    |
| 9   | Bauke Mollema        | Trek-Segafredo              | +17"    |
| 10  | Dylan Teuns          | Team Bahrain Victorious     | +20"    |

| Loc | Concurent            | Echipă                      | Timp    |
| --- | -------------------- | --------------------------- | ------- |
| 1   | Yves Lampaert        | Quick-Step Alpha Vinyl Team | 15' 17" |
| 2   | Wout van Aert        | Team Jumbo–Visma            | +5"     |
| 3   | Tadej Pogačar        | UAE Team Emirates           | +7"     |
| 4   | Filippo Ganna        | Ineos Grenadiers            | +10"    |
| 5   | Mathieu van der Poel | Alpecin–Deceuninck          | +8"     |
| 6   | Mads Pedersen        | Trek–Segafredo              | +15"    |
| 7   | Jonas Vingegaard     | Team Jumbo–Visma            | +15"    |
| 8   | Primož Roglič        | Team Jumbo–Visma            | +16"    |
| 9   | Bauke Mollema        | Trek-Segafredo              | +17"    |
| 10  | Dylan Teuns          | Team Bahrain Victorious     | +20"    |

### Etapa a 2-a
2 iulie 2022 – Roskilde - Nyborg (Denmarca), 202,2 km (125,6 mi)
| Loc | Concurent         | Echipă                      | Timp       |
| --- | ----------------- | --------------------------- | ---------- |
| 1   | Fabio Jakobsen    | Quick-Step Alpha Vinyl Team | 4h 34' 34" |
| 2   | Wout van Aert     | Team Jumbo–Visma            | +0"        |
| 3   | Mads Pedersen     | Trek–Segafredo              | +0"        |
| 4   | Danny van Poppel  | Bora–Hansgrohe              | +0"        |
| 5   | Jasper Philipsen  | Alpecin–Deceuninck          | +0"        |
| 6   | Peter Sagan       | Team TotalEnergies          | +0"        |
| 7   | Jérémy Lecroq     | B&B Hotels–KTM              | +0"        |
| 8   | Dylan Groenewegen | Team BikeExchange–Jayco     | +0"        |
| 9   | Luca Mozzato      | B&B Hotels–KTM              | +0"        |
| 10  | Hugo Hofstetter   | Arkéa–Samsic                | +0"        |

| Loc | Concurent            | Echipă                      | Timp       |
| --- | -------------------- | --------------------------- | ---------- |
| 1   | Wout van Aert        | Team Jumbo–Visma            | 4h 49' 50" |
| 2   | Yves Lampaert        | Quick-Step Alpha Vinyl Team | +1"        |
| 3   | Tadej Pogačar        | UAE Team Emirates           | +8"        |
| 4   | Filippo Ganna        | Ineos Grenadiers            | +11"       |
| 5   | Mads Pedersen        | Trek–Segafredo              | +12"       |
| 6   | Mathieu van der Poel | Alpecin–Deceuninck          | +14"       |
| 7   | Jonas Vingegaard     | Team Jumbo–Visma            | +16"       |
| 8   | Primož Roglič        | Team Jumbo–Visma            | +17"       |
| 9   | Bauke Mollema        | Trek-Segafredo              | +18"       |
| 10  | Dylan Teuns          | Team Bahrain Victorious     | +21"       |

### Etapa a 3-a
3 iulie 2022 – Vejle - Sønderborg (Denmarca), 182 km (113 mi)
| Loc | Concurent          | Echipă                      | Timp       |
| --- | ------------------ | --------------------------- | ---------- |
| 1   | Dylan Groenewegen  | Team BikeExchange–Jayco     | 4h 11' 33" |
| 2   | Wout van Aert      | Team Jumbo–Visma            | +0"        |
| 3   | Jasper Philipsen   | Alpecin–Deceuninck          | +0"        |
| 4   | Peter Sagan        | Team TotalEnergies          | +0"        |
| 5   | Fabio Jakobsen     | Quick-Step Alpha Vinyl Team | +0"        |
| 6   | Christophe Laporte | Team Jumbo–Visma            | +0"        |
| 7   | Alberto Dainese    | Team DSM                    | +0"        |
| 8   | Hugo Hofstetter    | Arkéa–Samsic                | +0"        |
| 9   | Caleb Ewan         | Lotto–Soudal                | +0"        |
| 10  | Danny van Poppel   | Bora–Hansgrohe              | +0"        |

| Loc | Concurent            | Echipă                      | Timp       |
| --- | -------------------- | --------------------------- | ---------- |
| 1   | Wout van Aert        | Team Jumbo–Visma            | 9h 01' 17" |
| 2   | Yves Lampaert        | Quick-Step Alpha Vinyl Team | +7"        |
| 3   | Tadej Pogačar        | UAE Team Emirates           | +14"       |
| 4   | Mads Pedersen        | Trek–Segafredo              | +18"       |
| 5   | Mathieu van der Poel | Alpecin–Deceuninck          | +20"       |
| 6   | Jonas Vingegaard     | Team Jumbo–Visma            | +22"       |
| 7   | Primož Roglič        | Team Jumbo–Visma            | +23"       |
| 8   | Adam Yates           | Ineos Grenadiers            | +30"       |
| 9   | Stefan Küng          | Groupama–FDJ                | +30"       |
| 10  | Thomas Pidcock       | Ineos Grenadiers            | +31"       |

### Etapa a 4-a
5 iulie 2022 – Dunkerque - Calais, 171,5 km (106,6 mi)
| Loc | Concurent          | Echipă                             | Timp       |
| --- | ------------------ | ---------------------------------- | ---------- |
| 1   | Wout van Aert      | Team Jumbo–Visma                   | 4h 01' 36" |
| 2   | Jasper Philipsen   | Alpecin–Deceuninck                 | +8"        |
| 3   | Christophe Laporte | Team Jumbo–Visma                   | +8"        |
| 4   | Alexander Kristoff | Intermarché–Wanty–Gobert Matériaux | +8"        |
| 5   | Peter Sagan        | Team TotalEnergies                 | +8"        |
| 6   | Luca Mozzato       | B&B Hotels–KTM                     | +8"        |
| 7   | Danny van Poppel   | Bora–Hansgrohe                     | +8"        |
| 8   | Hugo Hofstetter    | Arkéa–Samsic                       | +8"        |
| 9   | Michael Matthews   | Team BikeExchange–Jayco            | +8"        |
| 10  | Benjamin Thomas    | Cofidis                            | +0"        |

| Loc | Concurent            | Echipă                      | Timp        |
| --- | -------------------- | --------------------------- | ----------- |
| 1   | Wout van Aert        | Team Jumbo–Visma            | 13h 02' 43" |
| 2   | Yves Lampaert        | Quick-Step Alpha Vinyl Team | +25"        |
| 3   | Tadej Pogačar        | UAE Team Emirates           | +32"        |
| 4   | Mads Pedersen        | Trek–Segafredo              | +36"        |
| 5   | Mathieu van der Poel | Alpecin–Deceuninck          | +38"        |
| 6   | Jonas Vingegaard     | Team Jumbo–Visma            | +40"        |
| 7   | Primož Roglič        | Team Jumbo–Visma            | +41"        |
| 8   | Adam Yates           | Ineos Grenadiers            | +48"        |
| 9   | Stefan Küng          | Groupama–FDJ                | +48"        |
| 10  | Thomas Pidcock       | Ineos Grenadiers            | +49"        |

### Etapa a 5-a
6 iulie 2022 – Lille - Arenberg, 57 km (35 mi)
| Loc | Concurent            | Echipă                             | Timp       |
| --- | -------------------- | ---------------------------------- | ---------- |
| 1   | Simon Clarke         | Israel–Premier Tech                | 3h 13' 35" |
| 2   | Taco van der Hoorn   | Intermarché–Wanty–Gobert Matériaux | +0"        |
| 3   | Edvald Boasson Hagen | Team TotalEnergies                 | +2"        |
| 4   | Neilson Powless      | EF Education–EasyPost              | +4"        |
| 5   | Magnus Cort Nielsen  | EF Education–EasyPost              | +30"       |
| 6   | Jasper Stuyven       | Trek–Segafredo                     | +51"       |
| 7   | Tadej Pogačar        | UAE Team Emirates                  | +51"       |
| 8   | Jasper Philipsen     | Alpecin–Deceuninck                 | +1' 04"    |
| 9   | Fabio Jakobsen       | Quick-Step Alpha Vinyl Team        | +1' 04"    |
| 10  | Luca Mozzato         | B&B Hotels–KTM                     | +1' 04"    |

| Loc | Concurent            | Echipă                      | Timp        |
| --- | -------------------- | --------------------------- | ----------- |
| 1   | Wout van Aert        | Team Jumbo–Visma            | 16h 17' 22" |
| 2   | Neilson Powless      | EF Education–EasyPost       | +13"        |
| 3   | Edvald Boasson Hagen | Team TotalEnergies          | +14"        |
| 4   | Tadej Pogačar        | UAE Team Emirates           | +19"        |
| 5   | Yves Lampaert        | Quick-Step Alpha Vinyl Team | +25"        |
| 6   | Mads Pedersen        | Trek–Segafredo              | +36"        |
| 7   | Jonas Vingegaard     | Team Jumbo–Visma            | +40"        |
| 8   | Adam Yates           | Ineos Grenadiers            | +48"        |
| 9   | Thomas Pidcock       | Ineos Grenadiers            | +49"        |
| 10  | Geraint Thomas       | Ineos Grenadiers            | +50"        |

### Etapa a 6-a
7 iulie 2022 – Binche (Belgia)- Longwy, 220 km (140 mi)
| Loc | Concurent        | Echipă                  | Timp       |
| --- | ---------------- | ----------------------- | ---------- |
| 1   | Tadej Pogačar    | UAE Team Emirates       | 4h 27' 13" |
| 2   | Michael Matthews | Team BikeExchange–Jayco | +0"        |
| 3   | David Gaudu      | Groupama–FDJ            | +0"        |
| 4   | Thomas Pidcock   | Ineos Grenadiers        | +0"        |
| 5   | Nairo Quintana   | Arkéa–Samsic            | +0"        |
| 6   | Dylan Teuns      | Team Bahrain Victorious | +0"        |
| 7   | Jonas Vingegaard | Team Jumbo–Visma        | +0"        |
| 8   | Daniel Martínez  | Ineos Grenadiers        | +0"        |
| 9   | Primož Roglič    | Team Jumbo–Visma        | +0"        |
| 10  | Romain Bardet    | Team DSM                | +0"        |

| Loc | Concurent        | Echipă                | Timp        |
| --- | ---------------- | --------------------- | ----------- |
| 1   | Tadej Pogačar    | UAE Team Emirates     | 20h 44' 44" |
| 2   | Neilson Powless  | EF Education–EasyPost | +4"         |
| 3   | Jonas Vingegaard | Team Jumbo–Visma      | +31"        |
| 4   | Adam Yates       | Ineos Grenadiers      | +39"        |
| 5   | Thomas Pidcock   | Ineos Grenadiers      | +40"        |
| 6   | Geraint Thomas   | Ineos Grenadiers      | +46"        |
| 7   | Aleksandr Vlasov | Bora–Hansgrohe        | +52"        |
| 8   | Daniel Martínez  | Ineos Grenadiers      | +1' 00"     |
| 9   | Romain Bardet    | Team DSM              | +1' 01"     |
| 10  | David Gaudu      | Groupama–FDJ          | +1' 02"     |

### Etapa a 7-a
8 iulie 2022 – Tomblaine - La Planche des Belles Filles, 176,5 km (109,7 mi)
| Loc | Concurent        | Echipă            | Timp       |
| --- | ---------------- | ----------------- | ---------- |
| 1   | Tadej Pogačar    | UAE Team Emirates | 3h 58' 40" |
| 2   | Jonas Vingegaard | Team Jumbo–Visma  | +0"        |
| 3   | Primož Roglič    | Team Jumbo–Visma  | +12"       |
| 4   | Lennard Kämna    | Bora–Hansgrohe    | +14"       |
| 5   | Geraint Thomas   | Ineos Grenadiers  | +14"       |
| 6   | David Gaudu      | Groupama–FDJ      | +19"       |
| 7   | Enric Mas        | Movistar Team     | +21"       |
| 8   | Romain Bardet    | Team DSM          | +21"       |
| 9   | Adam Yates       | Ineos Grenadiers  | +29"       |
| 10  | Sepp Kuss        | Team Jumbo–Visma  | +41"       |

| Loc | Concurent        | Echipă                | Timp        |
| --- | ---------------- | --------------------- | ----------- |
| 1   | Tadej Pogačar    | UAE Team Emirates     | 24h 43' 14" |
| 2   | Jonas Vingegaard | Team Jumbo–Visma      | +35"        |
| 3   | Geraint Thomas   | Ineos Grenadiers      | +1' 10"     |
| 4   | Adam Yates       | Ineos Grenadiers      | +1' 18"     |
| 5   | David Gaudu      | Groupama–FDJ          | +1' 31"     |
| 6   | Romain Bardet    | Team DSM              | +1' 32"     |
| 7   | Thomas Pidcock   | Ineos Grenadiers      | +1' 35"     |
| 8   | Neilson Powless  | EF Education–EasyPost | +1' 37"     |
| 9   | Enric Mas        | Movistar Team         | +1' 43"     |
| 10  | Daniel Martínez  | Ineos Grenadiers      | +1' 55"     |

### Etapa a 8-a
9 iulie 2022 – Dole - Lausanne (Elveția), 186,3 km (115,8 mi)
| Loc | Concurent        | Echipă                  | Timp       |
| --- | ---------------- | ----------------------- | ---------- |
| 1   | Wout van Aert    | Team Jumbo–Visma        | 4h 13' 06" |
| 2   | Michael Matthews | Team BikeExchange–Jayco | +0"        |
| 3   | Tadej Pogačar    | UAE Team Emirates       | +0"        |
| 4   | Andreas Kron     | Lotto–Soudal            | +0"        |
| 5   | Alberto Bettiol  | EF Education–EasyPost   | +0"        |
| 6   | Aleksandr Vlasov | Bora–Hansgrohe          | +0"        |
| 7   | Benjamin Thomas  | Cofidis                 | +0"        |
| 8   | Jonas Vingegaard | Team Jumbo–Visma        | +0"        |
| 9   | Bob Jungels      | AG2R Citroën Team       | +0"        |
| 10  | Thomas Pidcock   | Ineos Grenadiers        | +41"       |

| Loc | Concurent        | Echipă                | Timp        |
| --- | ---------------- | --------------------- | ----------- |
| 1   | Tadej Pogačar    | UAE Team Emirates     | 28h 56' 16" |
| 2   | Jonas Vingegaard | Team Jumbo–Visma      | +39"        |
| 3   | Geraint Thomas   | Ineos Grenadiers      | +1' 14"     |
| 4   | Adam Yates       | Ineos Grenadiers      | +1' 22"     |
| 5   | David Gaudu      | Groupama–FDJ          | +1' 35"     |
| 6   | Romain Bardet    | Team DSM              | +1' 36"     |
| 7   | Thomas Pidcock   | Ineos Grenadiers      | +1' 39"     |
| 8   | Neilson Powless  | EF Education–EasyPost | +1' 41"     |
| 9   | Enric Mas        | Movistar Team         | +1' 47"     |
| 10  | Daniel Martínez  | Ineos Grenadiers      | +1' 59"     |

### Etapa a 9-a
10 iulie 2022 – Aigle (Elveția) - Châtel, 193 km (120 mi)
| Loc | Concurent            | Echipă            | Timp       |
| --- | -------------------- | ----------------- | ---------- |
| 1   | Bob Jungels          | AG2R Citroën Team | 4h 36' 39" |
| 2   | Jonathan Castroviejo | Ineos Grenadiers  | +22"       |
| 3   | Carlos Verona        | Movistar Team     | +26"       |
| 4   | Thibaut Pinot        | Groupama–FDJ      | +40"       |
| 5   | Tadej Pogačar        | UAE Team Emirates | +49"       |
| 6   | Jonas Vingegaard     | Team Jumbo–Visma  | +49"       |
| 7   | Geraint Thomas       | Ineos Grenadiers  | +52"       |
| 8   | Adam Yates           | Ineos Grenadiers  | +52"       |
| 9   | Enric Mas            | AG2R Citroën Team | +52"       |
| 10  | Nairo Quintana       | Ineos Grenadiers  | +52"       |

| Loc | Concurent        | Echipă                | Timp        |
| --- | ---------------- | --------------------- | ----------- |
| 1   | Tadej Pogačar    | UAE Team Emirates     | 33h 43' 44" |
| 2   | Jonas Vingegaard | Team Jumbo–Visma      | +39"        |
| 3   | Geraint Thomas   | Ineos Grenadiers      | +1' 17"     |
| 4   | Adam Yates       | Ineos Grenadiers      | +1' 25"     |
| 5   | David Gaudu      | Groupama–FDJ          | +1' 38"     |
| 6   | Romain Bardet    | Team DSM              | +1' 39"     |
| 7   | Thomas Pidcock   | Ineos Grenadiers      | +1' 46"     |
| 8   | Enric Mas        | Movistar Team         | +1' 50"     |
| 9   | Neilson Powless  | EF Education–EasyPost | +1' 55"     |
| 10  | Nairo Quintana   | Ineos Grenadiers      | +2' 13"     |

### Etapa a 10-a
12 iulie 2022 – Morzine - Megève, 148,5 km (92,3 mi)
| Loc | Concurent          | Echipă                             | Timp       |
| --- | ------------------ | ---------------------------------- | ---------- |
| 1   | Magnus Cort        | EF Education–EasyPost              | 3h 18' 50" |
| 2   | Nick Schultz       | Team BikeExchange–Jayco            | +0"        |
| 3   | Luis León Sánchez  | Team Bahrain Victorious            | +7"        |
| 4   | Matteo Jorgenson   | Movistar Team                      | +8"        |
| 5   | Dylan van Baarle   | Ineos Grenadiers                   | +10"       |
| 6   | Georg Zimmermann   | Intermarché–Wanty–Gobert Matériaux | +15"       |
| 7   | Benjamin Thomas    | Cofidis                            | +18"       |
| 8   | Andreas Leknessund | Team DSM                           | +20"       |
| 9   | Fred Wright        | Team Bahrain Victorious            | +22"       |
| 10  | Lennard Kämna      | Bora–Hansgrohe                     | +22"       |

| Loc | Concurent         | Echipă                  | Timp        |
| --- | ----------------- | ----------------------- | ----------- |
| 1   | Tadej Pogačar     | UAE Team Emirates       | 37h 11' 28" |
| 2   | Lennard Kämna     | Bora–Hansgrohe          | +11"        |
| 3   | Jonas Vingegaard  | Team Jumbo–Visma        | +39"        |
| 4   | Geraint Thomas    | Ineos Grenadiers        | +1' 17"     |
| 5   | Adam Yates        | Ineos Grenadiers        | +1' 25"     |
| 6   | David Gaudu       | Groupama–FDJ            | +1' 38"     |
| 7   | Romain Bardet     | Team DSM                | +1' 39"     |
| 8   | Thomas Pidcock    | Ineos Grenadiers        | +1' 46"     |
| 9   | Enric Mas         | Movistar Team           | +1' 50"     |
| 10  | Luis León Sánchez | Team Bahrain Victorious | +1' 50"     |

### Etapa a 11-a
13 iulie 2022 – Albertville - Col du Granon, 152 km (94 mi)
| Loc | Concurent         | Echipă                  | Timp       |
| --- | ----------------- | ----------------------- | ---------- |
| 1   | Jonas Vingegaard  | Team Jumbo–Visma        | 4h 18' 02" |
| 2   | Nairo Quintana    | Team BikeExchange–Jayco | +59"       |
| 3   | Romain Bardet     | Team DSM                | +1' 10"    |
| 4   | Geraint Thomas    | Ineos Grenadiers        | +1' 38"    |
| 5   | David Gaudu       | Groupama–FDJ            | +2' 04"    |
| 6   | Adam Yates        | Ineos Grenadiers        | +2' 10"    |
| 7   | Tadej Pogačar     | UAE Team Emirates       | +2' 51"    |
| 8   | Alexei Luțenko    | Astana Qazaqstan Team   | +3' 38"    |
| 9   | Steven Kruijswijk | Team Jumbo–Visma        | +3' 59"    |
| 10  | Warren Barguil    | Arkéa–Samsic            | +4' 16"    |

| Loc | Concurent        | Echipă                  | Timp        |
| --- | ---------------- | ----------------------- | ----------- |
| 1   | Jonas Vingegaard | Team Jumbo–Visma        | 41h 29' 59" |
| 2   | Romain Bardet    | Team DSM                | +2' 16"     |
| 3   | Tadej Pogačar    | UAE Team Emirates       | +2' 22"     |
| 4   | Geraint Thomas   | Ineos Grenadiers        | +2' 26"     |
| 5   | Nairo Quintana   | Team BikeExchange–Jayco | +2' 37"     |
| 6   | Adam Yates       | Ineos Grenadiers        | +3' 06"     |
| 7   | David Gaudu      | Groupama–FDJ            | +3' 13"     |
| 8   | Aleksandr Vlasov | Bora–Hansgrohe          | +7' 23"     |
| 9   | Alexei Luțenko   | Astana Qazaqstan Team   | +8' 07"     |
| 10  | Enric Mas        | Movistar Team           | +9' 29"     |

### Etapa a 12-a
14 iulie 2022 – Briançon - Alpe d'Huez, 165,5 km (102,8 mi)
| Loc | Concurent        | Echipă                             | Timp       |
| --- | ---------------- | ---------------------------------- | ---------- |
| 1   | Thomas Pidcock   | Ineos Grenadiers                   | 4h 55' 24" |
| 2   | Louis Meintjes   | Intermarché–Wanty–Gobert Matériaux | +48"       |
| 3   | Chris Froome     | Israel–Premier Tech                | +2' 06"    |
| 4   | Neilson Powless  | EF Education–EasyPost              | +2' 29"    |
| 5   | Tadej Pogačar    | UAE Team Emirates                  | +3' 23"    |
| 6   | Jonas Vingegaard | Team Jumbo–Visma                   | +3' 23"    |
| 7   | Geraint Thomas   | Ineos Grenadiers                   | +3' 23"    |
| 8   | Enric Mas        | Movistar Team                      | +3' 26"    |
| 9   | Sepp Kuss        | Team Jumbo–Visma                   | +3' 26"    |
| 10  | Giulio Ciccone   | Arkéa–Samsic                       | +3' 32"    |

| Loc | Concurent        | Echipă                  | Timp        |
| --- | ---------------- | ----------------------- | ----------- |
| 1   | Jonas Vingegaard | Team Jumbo–Visma        | 46h 28' 46" |
| 2   | Tadej Pogačar    | UAE Team Emirates       | +2' 22"     |
| 3   | Geraint Thomas   | Ineos Grenadiers        | +2' 26"     |
| 4   | Romain Bardet    | Team DSM                | +2' 35"     |
| 5   | Adam Yates       | Ineos Grenadiers        | +3' 44"     |
| 6   | Nairo Quintana   | Team BikeExchange–Jayco | +3' 58"     |
| 7   | David Gaudu      | Groupama–FDJ            | +4' 07"     |
| 8   | Thomas Pidcock   | Ineos Grenadiers        | +7' 39"     |
| 9   | Enric Mas        | Movistar Team           | +9' 32"     |
| 10  | Aleksandr Vlasov | Bora–Hansgrohe          | +10' 06"    |

### Etapa a 13-a
15 iulie 2022 – Le Bourg-d'Oisans - Saint-Étienne, 192,6 km (119,7 mi)
| Loc | Concurent        | Echipă                             | Timp      |
| --- | ---------------- | ---------------------------------- | --------- |
| 1   | Mads Pedersen    | Trek-Segafredo                     | 4h 13' 3" |
| 2   | Fred Wright      | Team Bahrain Victorious            | +0"       |
| 3   | Hugo Houle       | Israel–Premier Tech                | +0"       |
| 4   | Stefan Küng      | Groupama–FDJ                       | +30"      |
| 5   | Matteo Jorgenson | Movistar Team                      | +30"      |
| 6   | Filippo Ganna    | Ineos Grenadiers                   | +32"      |
| 7   | Wout van Aert    | Team Jumbo–Visma                   | +5' 45"   |
| 8   | Florian Sénéchal | Quick-Step Alpha Vinyl Team        | +5' 45"   |
| 9   | Luca Mozzato     | B&B Hotels p/b KTM                 | +5' 45"   |
| 10  | Andrea Pasqualon | Intermarché–Wanty–Gobert Matériaux | +5' 45"   |

| Loc | Concurent        | Echipă                  | Timp        |
| --- | ---------------- | ----------------------- | ----------- |
| 1   | Jonas Vingegaard | Team Jumbo–Visma        | 50h 47' 34" |
| 2   | Tadej Pogačar    | UAE Team Emirates       | +2' 22"     |
| 3   | Geraint Thomas   | Ineos Grenadiers        | +2' 26"     |
| 4   | Romain Bardet    | Team DSM                | +2' 35"     |
| 5   | Adam Yates       | Ineos Grenadiers        | +3' 44"     |
| 6   | Nairo Quintana   | Team BikeExchange–Jayco | +3' 58"     |
| 7   | David Gaudu      | Groupama–FDJ            | +4' 07"     |
| 8   | Thomas Pidcock   | Ineos Grenadiers        | +7' 39"     |
| 9   | Enric Mas        | Movistar Team           | +9' 32"     |
| 10  | Aleksandr Vlasov | Bora–Hansgrohe          | +10' 06"    |

### Etapa a 14-a
16 iulie 2022 – Saint-Étienne - Mende, 192,5 km (119,6 mi)
| Loc | Concurent           | Echipă                             | Timp       |
| --- | ------------------- | ---------------------------------- | ---------- |
| 1   | Michael Matthews    | Team BikeExchange–Jayco            | 4h 30' 53" |
| 2   | Alberto Bettiol     | EF Education–EasyPost              | +15"       |
| 3   | Thibaut Pinot       | Israel–Premier Tech                | +34"       |
| 4   | Marc Soler          | Groupama–FDJ                       | +50"       |
| 5   | Patrick Konrad      | Bora–Hansgrohe                     | +58"       |
| 6   | Jakob Fuglsang      | Israel–Premier Tech                | +58"       |
| 7   | Felix Großschartner | Bora–Hansgrohe                     | +1' 06"    |
| 8   | Lennard Kämna       | Bora–Hansgrohe                     | +1' 12"    |
| 9   | Simon Geschke       | Cofidis                            | +1' 12"    |
| 10  | Louis Meintjes      | Intermarché–Wanty–Gobert Matériaux | +1' 12"    |

| Loc | Concurent        | Echipă                             | Timp        |
| --- | ---------------- | ---------------------------------- | ----------- |
| 1   | Jonas Vingegaard | Team Jumbo–Visma                   | 55h 31' 01" |
| 2   | Tadej Pogačar    | UAE Team Emirates                  | +2' 22"     |
| 3   | Geraint Thomas   | Ineos Grenadiers                   | +2' 43"     |
| 4   | Romain Bardet    | Team DSM                           | +3' 03"     |
| 5   | Adam Yates       | Ineos Grenadiers                   | +4' 06"     |
| 6   | Nairo Quintana   | Team BikeExchange–Jayco            | +4' 15"     |
| 7   | Louis Meintjes   | Intermarché–Wanty–Gobert Matériaux | +4' 24"     |
| 8   | David Gaudu      | Groupama–FDJ                       | +4' 24"     |
| 9   | Thomas Pidcock   | Ineos Grenadiers                   | +8' 49"     |
| 10  | Enric Mas        | Movistar Team                      | +10' 00"    |

### Etapa a 15-a
17 iulie 2022 – Rodez - Carcassonne, 202,5 km (125,8 mi)
| Loc | Concurent         | Echipă                             | Timp       |
| --- | ----------------- | ---------------------------------- | ---------- |
| 1   | Jasper Philipsen  | Alpecin–Deceuninck                 | 4h 27' 27" |
| 2   | Wout van Aert     | Team Jumbo–Visma                   | +0"        |
| 3   | Mads Pedersen     | Trek–Segafredo                     | +0"        |
| 4   | Peter Sagan       | Team TotalEnergies                 | +0"        |
| 5   | Danny van Poppel  | Bora–Hansgrohe                     | +0"        |
| 6   | Dylan Groenewegen | Team BikeExchange–Jayco            | +0"        |
| 7   | Florian Sénéchal  | Quick-Step Alpha Vinyl Team        | +0"        |
| 8   | Luca Mozzato      | B&B Hotels–KTM                     | +0"        |
| 9   | Andrea Pasqualon  | Intermarché–Wanty–Gobert Matériaux | +0"        |
| 10  | Fred Wright       | Team Bahrain Victorious            | +0"        |

| Loc | Concurent        | Echipă                             | Timp        |
| --- | ---------------- | ---------------------------------- | ----------- |
| 1   | Jonas Vingegaard | Team Jumbo–Visma                   | 59h 58' 28" |
| 2   | Tadej Pogačar    | UAE Team Emirates                  | +2' 22"     |
| 3   | Geraint Thomas   | Ineos Grenadiers                   | +2' 43"     |
| 4   | Romain Bardet    | Team DSM                           | +3' 01"     |
| 5   | Adam Yates       | Ineos Grenadiers                   | +4' 06"     |
| 6   | Nairo Quintana   | Team BikeExchange–Jayco            | +4' 15"     |
| 7   | Louis Meintjes   | Intermarché–Wanty–Gobert Matériaux | +4' 24"     |
| 8   | David Gaudu      | Groupama–FDJ                       | +4' 24"     |
| 9   | Thomas Pidcock   | Ineos Grenadiers                   | +8' 49"     |
| 10  | Enric Mas        | Movistar Team                      | +9' 58"     |

### Etapa a 16-a
19 iulie 2022 – Carcassonne - Foix, 178,5 km (110,9 mi)
| Loc | Concurent          | Echipă                  | Timp       |
| --- | ------------------ | ----------------------- | ---------- |
| 1   | Hugo Houle         | Israel–Premier Tech     | 4h 23' 47" |
| 2   | Valentin Madouas   | Groupama–FDJ            | +1' 10"    |
| 3   | Michael Woods      | Trek–Segafredo          | +1' 10"    |
| 4   | Matteo Jorgenson   | Groupama–FDJ            | +1' 12"    |
| 5   | Michael Storer     | Bora–Hansgrohe          | +1' 25"    |
| 6   | Aleksandr Vlasov   | Bora–Hansgrohe          | +1' 40"    |
| 7   | Dylan Teuns        | Team Bahrain Victorious | +1' 40"    |
| 8   | Simon Geschke      | Cofidis                 | +2' 11"    |
| 9   | Mathieu Burgaudeau | Team TotalEnergies      | +5' 04"    |
| 10  | Damiano Caruso     | Team Bahrain Victorious | +5' 04"    |

| Loc | Concurent        | Echipă                             | Timp        |
| --- | ---------------- | ---------------------------------- | ----------- |
| 1   | Jonas Vingegaard | Team Jumbo–Visma                   | 64h 28' 09" |
| 2   | Tadej Pogačar    | UAE Team Emirates                  | +2' 22"     |
| 3   | Geraint Thomas   | Ineos Grenadiers                   | +2' 43"     |
| 4   | Nairo Quintana   | Team BikeExchange–Jayco            | +4' 15"     |
| 5   | David Gaudu      | Groupama–FDJ                       | +4' 24"     |
| 6   | Adam Yates       | Ineos Grenadiers                   | +5' 28"     |
| 7   | Louis Meintjes   | Intermarché–Wanty–Gobert Matériaux | +5' 46"     |
| 8   | Aleksandr Vlasov | Bora–Hansgrohe                     | +6' 18"     |
| 9   | Romain Bardet    | Team DSM                           | +6' 37"     |
| 10  | Thomas Pidcock   | Ineos Grenadiers                   | +10' 11"    |

### Etapa a 17-a
20 iulie 2022 – Saint-Gaudens - Peyragudes, 130 km (81 mi)
| Loc | Concurent        | Echipă                             | Timp       |
| --- | ---------------- | ---------------------------------- | ---------- |
| 1   | Tadej Pogačar    | UAE Team Emirates                  | 3h 25' 51" |
| 2   | Jonas Vingegaard | Team Jumbo–Visma                   | +0"        |
| 3   | Brandon McNulty  | UAE Team Emirates                  | +1' 10"    |
| 4   | Geraint Thomas   | Ineos Grenadiers                   | +2' 07"    |
| 5   | Alexei Luțenko   | Astana Qazaqstan Team              | +2' 34"    |
| 6   | Romain Bardet    | Team DSM                           | +2' 38"    |
| 7   | David Gaudu      | Groupama–FDJ                       | +3' 27"    |
| 8   | Aleksandr Vlasov | Bora–Hansgrohe                     | +2' 11"    |
| 9   | Louis Meintjes   | Intermarché–Wanty–Gobert Matériaux | +3' 32"    |
| 10  | Nairo Quintana   | Team BikeExchange–Jayco            | +3' 32"    |

| Loc | Concurent        | Echipă                             | Timp        |
| --- | ---------------- | ---------------------------------- | ----------- |
| 1   | Jonas Vingegaard | Team Jumbo–Visma                   | 67h 53' 54" |
| 2   | Tadej Pogačar    | UAE Team Emirates                  | +2' 18"     |
| 3   | Geraint Thomas   | Ineos Grenadiers                   | +4' 56"     |
| 4   | Nairo Quintana   | Team BikeExchange–Jayco            | +7' 53"     |
| 5   | David Gaudu      | Groupama–FDJ                       | +7' 57"     |
| 6   | Romain Bardet    | Team DSM                           | +9' 21"     |
| 7   | Louis Meintjes   | Intermarché–Wanty–Gobert Matériaux | +9' 24"     |
| 8   | Aleksandr Vlasov | Bora–Hansgrohe                     | +9' 56"     |
| 9   | Adam Yates       | Ineos Grenadiers                   | +14' 33"    |
| 10  | Enric Mas        | Movistar Team                      | +16' 35"    |

### Etapa a 18-a
21 iulie 2022 – Lourdes - Hautacam, 143,5 km (89,2 mi)
| Loc | Concurent        | Echipă                | Timp       |
| --- | ---------------- | --------------------- | ---------- |
| 1   | Jonas Vingegaard | Team Jumbo–Visma      | 3h 59' 50" |
| 2   | Tadej Pogačar    | UAE Team Emirates     | +1' 04"    |
| 3   | Wout van Aert    | Team Jumbo–Visma      | +2' 10"    |
| 4   | Geraint Thomas   | Ineos Grenadiers      | +2' 54"    |
| 5   | David Gaudu      | Groupama–FDJ          | +2' 58"    |
| 6   | Alexei Luțenko   | Astana Qazaqstan Team | +3' 09"    |
| 7   | Daniel Martínez  | Ineos Grenadiers      | +3' 09"    |
| 8   | Sepp Kuss        | Team Jumbo–Visma      | +3' 27"    |
| 9   | Aleksandr Vlasov | Bora–Hansgrohe        | +4' 04"    |
| 10  | Thibaut Pinot    | Groupama–FDJ          | +4' 09"    |

| Loc | Concurent        | Echipă                             | Timp        |
| --- | ---------------- | ---------------------------------- | ----------- |
| 1   | Jonas Vingegaard | Team Jumbo–Visma                   | 71h 53' 34" |
| 2   | Tadej Pogačar    | UAE Team Emirates                  | +3' 26"     |
| 3   | Geraint Thomas   | Ineos Grenadiers                   | +8' 00"     |
| 4   | David Gaudu      | Groupama–FDJ                       | +11' 05"    |
| 5   | Nairo Quintana   | Team BikeExchange–Jayco            | +13' 35"    |
| 6   | Louis Meintjes   | Intermarché–Wanty–Gobert Matériaux | +13' 43"    |
| 7   | Aleksandr Vlasov | Bora–Hansgrohe                     | +14' 10"    |
| 8   | Romain Bardet    | Team DSM                           | +16' 11"    |
| 9   | Alexei Luțenko   | Astana Qazaqstan Team              | +20' 09"    |
| 10  | Adam Yates       | Ineos Grenadiers                   | +20' 17"    |

### Etapa a 19-a
22 iulie 2022 – Castelnau-Magnoac - Cahors, 188,5 km (117,1 mi)
| Loc | Concurent          | Echipă                      | Timp       |
| --- | ------------------ | --------------------------- | ---------- |
| 1   | Christophe Laporte | Team Jumbo–Visma            | 3h 52' 04" |
| 2   | Jasper Philipsen   | Alpecin–Deceuninck          | +1"        |
| 3   | Alberto Dainese    | Team DSM                    | +1"        |
| 4   | Florian Sénéchal   | Quick-Step Alpha Vinyl Team | +1"        |
| 5   | Tadej Pogačar      | UAE Team Emirates           | +1"        |
| 6   | Amaury Capiot      | Arkéa–Samsic                | +1"        |
| 7   | Dylan Groenewegen  | Team BikeExchange–Jayco     | +1"        |
| 8   | Hugo Hofstetter    | Arkéa–Samsic                | +1"        |
| 9   | Luka Mezgec        | Team BikeExchange–Jayco     | +1"        |
| 10  | Caleb Ewan         | Lotto–Soudal                | +1"        |

| Loc | Concurent        | Echipă                             | Timp        |
| --- | ---------------- | ---------------------------------- | ----------- |
| 1   | Jonas Vingegaard | Team Jumbo–Visma                   | 75h 45' 34" |
| 2   | Tadej Pogačar    | UAE Team Emirates                  | +3' 21"     |
| 3   | Geraint Thomas   | Ineos Grenadiers                   | +8' 00"     |
| 4   | David Gaudu      | Groupama–FDJ                       | +11' 05"    |
| 5   | Nairo Quintana   | Team BikeExchange–Jayco            | +13' 35"    |
| 6   | Louis Meintjes   | Intermarché–Wanty–Gobert Matériaux | +13' 43"    |
| 7   | Aleksandr Vlasov | Bora–Hansgrohe                     | +14' 10"    |
| 8   | Romain Bardet    | Team DSM                           | +16' 11"    |
| 9   | Alexei Luțenko   | Astana Qazaqstan Team              | +20' 24"    |
| 10  | Adam Yates       | Ineos Grenadiers                   | +20' 32"    |

### Etapa a 20-a
23 iulie 2022 – Lacapelle-Marival - Rocamadour, 40,7 km (25,3 mi)
| Loc | Concurent             | Echipă                      | Timp    |
| --- | --------------------- | --------------------------- | ------- |
| 1   | Wout van Aert         | Team Jumbo–Visma            | 47' 59" |
| 2   | Jonas Vingegaard      | Team Jumbo–Visma            | +19"    |
| 3   | Tadej Pogačar         | UAE Team Emirates           | +27"    |
| 4   | Geraint Thomas        | Ineos Grenadiers            | +32"    |
| 5   | Filippo Ganna         | Ineos Grenadiers            | +42"    |
| 6   | Bauke Mollema         | Trek–Segafredo              | +1' 22" |
| 7   | Mattia Cattaneo       | Quick-Step Alpha Vinyl Team | +1' 25" |
| 8   | Fred Wright           | Team Bahrain Victorious     | +1' 32" |
| 9   | Maximilian Schachmann | Bora–Hansgrohe              | +1' 37" |
| 10  | Jan Tratnik           | Team Bahrain Victorious     | +1' 48" |

| Loc | Concurent        | Echipă                             | Timp        |
| --- | ---------------- | ---------------------------------- | ----------- |
| 1   | Jonas Vingegaard | Team Jumbo–Visma                   | 76h 33' 57" |
| 2   | Tadej Pogačar    | UAE Team Emirates                  | +3' 34"     |
| 3   | Geraint Thomas   | Ineos Grenadiers                   | +8' 13"     |
| 4   | David Gaudu      | Groupama–FDJ                       | +13' 56"    |
| 5   | Aleksandr Vlasov | Bora–Hansgrohe                     | +16' 37"    |
| 6   | Nairo Quintana   | Team BikeExchange–Jayco            | +17' 24"    |
| 7   | Romain Bardet    | Team DSM                           | +19' 02"    |
| 8   | Louis Meintjes   | Intermarché–Wanty–Gobert Matériaux | +19' 12"    |
| 9   | Alexei Luțenko   | Astana Qazaqstan Team              | +23' 47"    |
| 10  | Adam Yates       | Ineos Grenadiers                   | +25' 43"    |

### Etapa a 21-a
24 iulie 2022 – Paris La Défense Arena - Paris (Champs-Élysées), 116 km (72 mi)
| Loc | Concurent          | Echipă                             | Timp       |
| --- | ------------------ | ---------------------------------- | ---------- |
| 1   | Jasper Philipsen   | Alpecin–Deceuninck                 | 2h 58' 32" |
| 2   | Dylan Groenewegen  | Team BikeExchange–Jayco            | +0"        |
| 3   | Alexander Kristoff | Intermarché–Wanty–Gobert Matériaux | +0"        |
| 4   | Jasper Stuyven     | Trek–Segafredo                     | +0"        |
| 5   | Peter Sagan        | Team TotalEnergies                 | +0"        |
| 6   | Jérémy Lecroq      | B&B Hotels–KTM                     | +0"        |
| 7   | Danny van Poppel   | Bora–Hansgrohe                     | +0"        |
| 8   | Caleb Ewan         | Lotto–Soudal                       | +0"        |
| 9   | Hugo Hofstetter    | Arkéa–Samsic                       | +0"        |
| 10  | Fred Wright        | Team Bahrain Victorious            | +0"        |

| Loc | Concurent        | Echipă                             | Timp        |
| --- | ---------------- | ---------------------------------- | ----------- |
| 1   | Jonas Vingegaard | Team Jumbo–Visma                   | 79h 33' 20" |
| 2   | Tadej Pogačar    | UAE Team Emirates                  | +2' 43"     |
| 3   | Geraint Thomas   | Ineos Grenadiers                   | +7' 22"     |
| 4   | David Gaudu      | Groupama–FDJ                       | +13' 39"    |
| 5   | Aleksandr Vlasov | Bora–Hansgrohe                     | +15' 46"    |
| 6   | Nairo Quintana   | Team BikeExchange–Jayco            | +16' 33"    |
| 7   | Romain Bardet    | Team DSM                           | +18' 11"    |
| 8   | Louis Meintjes   | Intermarché–Wanty–Gobert Matériaux | +19' 12"    |
| 9   | Alexei Luțenko   | Astana Qazaqstan Team              | +22' 56"    |
| 10  | Adam Yates       | Ineos Grenadiers                   | +24' 52"    |

## Clasamentele actuale
| Legendă                                  | Legendă                         | Legendă                               | Legendă                             |
| ---------------------------------------- | ------------------------------- | ------------------------------------- | ----------------------------------- |
| A yellow jersey.                         | Liderul clasamentului general   | A white jersey with red polka dots.   | Liderul clasamentului cățărătorilor |
| A green jersey.                          | Liderul clasamentului pe puncte | A white jersey.                       | Liderul clasametnului tinerilor     |
| A white jersey with a yellow number bib. | Liderul clasamentului pe echipe | A white jersey with a red number bib. | Liderul premiului combativității    |

### Clasamentul general
| Loc | Concurent        | Echipă                             | Timp        |
| --- | ---------------- | ---------------------------------- | ----------- |
| 1   | Jonas Vingegaard | Team Jumbo–Visma                   | 79h 33' 20" |
| 2   | Tadej Pogačar    | UAE Team Emirates                  | +2' 43"     |
| 3   | Geraint Thomas   | Ineos Grenadiers                   | +7' 22"     |
| 4   | David Gaudu      | Groupama–FDJ                       | +13' 39"    |
| 5   | Aleksandr Vlasov | Bora–Hansgrohe                     | +15' 46"    |
| 6   | Nairo Quintana   | Team BikeExchange–Jayco            | +16' 33"    |
| 7   | Romain Bardet    | Team DSM                           | +18' 11"    |
| 8   | Louis Meintjes   | Intermarché–Wanty–Gobert Matériaux | +19' 12"    |
| 9   | Alexei Luțenko   | Astana Qazaqstan Team              | +22' 56"    |
| 10  | Adam Yates       | Ineos Grenadiers                   | +24' 52"    |

| Loc | Concurent                | Echipă                      | Puncte |
| --- | ------------------------ | --------------------------- | ------ |
| 1   | Wout van Aert (BEL)      | Team Jumbo–Visma            | 480    |
| 2   | Jasper Philipsen (BEL)   | Alpecin–Deceuninck          | 286    |
| 3   | Tadej Pogačar (SLO)      | UAE Team Emirates           | 250    |
| 4   | Christophe Laporte (FRA) | Team Jumbo–Visma            | 171    |
| 5   | Fabio Jakobsen (NED)     | Quick-Step Alpha Vinyl Team | 159    |
| 6   | Mads Pedersen (DEN)      | Trek–Segafredo              | 158    |
| 7   | Jonas Vingegaard (DEN)   | Team Jumbo–Visma            | 157    |
| 8   | Michael Matthews (AUS)   | Team BikeExchange–Jayco     | 133    |
| 9   | Peter Sagan (SVK)        | Team TotalEnergies          | 120    |
| 10  | Dylan Groenewegen (NED)  | Team BikeExchange–Jayco     | 116    |

| Loc | Concurent              | Echipă                             | Puncte |
| --- | ---------------------- | ---------------------------------- | ------ |
| 1   | Jonas Vingegaard (DEN) | Team Jumbo–Visma                   | 72     |
| 2   | Simon Geschke (GER)    | Cofidis                            | 65     |
| 3   | Giulio Ciccone (ITA)   | Trek–Segafredo                     | 61     |
| 4   | Tadej Pogačar (SLO)    | UAE Team Emirates                  | 61     |
| 5   | Wout van Aert (BEL)    | Team Jumbo–Visma                   | 59     |
| 6   | Thibaut Pinot (FRA)    | Groupama–FDJ                       | 52     |
| 7   | Louis Meintjes (RSA)   | Intermarché–Wanty–Gobert Matériaux | 39     |
| 8   | Neilson Powless (USA)  | EF Education–EasyPost              | 37     |
| 9   | Pierre Latour (FRA)    | Team TotalEnergies                 | 35     |
| 10  | Geraint Thomas (GBR)   | Ineos Grenadiers                   | 32     |

| Loc | Concurent                | Echipă                             | Timp         |
| --- | ------------------------ | ---------------------------------- | ------------ |
| 1   | Tadej Pogačar (SLO)      | UAE Team Emirates                  | 79h 36' 03"  |
| 2   | Thomas Pidcock (GBR)     | Ineos Grenadiers                   | +58' 32"     |
| 3   | Brandon McNulty (USA)    | UAE Team Emirates                  | + 1h 28' 36" |
| 4   | Matteo Jorgenson (USA)   | Movistar Team                      | + 1h 31' 14" |
| 5   | Andreas Leknessund (NOR) | Team DSM                           | + 1h 54' 48" |
| 6   | Michael Storer (AUS)     | Groupama–FDJ                       | + 2h 20' 32" |
| 7   | Georg Zimmermann (GER)   | Intermarché–Wanty–Gobert Matériaux | + 2h 36' 57" |
| 8   | Kevin Geniets (LUX)      | Groupama–FDJ                       | + 2h 45' 25" |
| 9   | Fred Wright (GBR)        | Team Bahrain Victorious            | + 3h 01' 25" |
| 10  | Stan Dewulf (BEL)        | AG2R Citroën Team                  | + 3h 26' 35" |

| Loc | Echipă                  | Timp         |
| --- | ----------------------- | ------------ |
| 1   | Ineos Grenadiers        | 239h 03' 03" |
| 2   | Groupama–FDJ            | + 37' 33"    |
| 3   | Team Jumbo–Visma        | + 44' 54"    |
| 4   | Bora–Hansgrohe          | + 1h 48' 45" |
| 5   | Movistar Team           | + 2h 11' 22" |
| 6   | UAE Team Emirates       | + 2h 19' 54" |
| 7   | Team Bahrain Victorious | + 2h 58' 32" |
| 8   | Team DSM                | +3h 26' 08"  |
| 9   | Arkéa–Samsic            | + 3h 56' 51" |
| 10  | Astana Qazaqstan Team   | + 3h 59' 00" |

## Legături externe
- fr  Site-ul oficial al competiției
- Turul Franței 2022 – ProCyclingStats